# 비둘기자리 뮤
비둘기자리 뮤(μ Col / μ Columbae)는 비둘기자리 방향으로 지구로부터 약 1,300광년 떨어진 곳에 있는 항성이다. 이 별은 맨눈으로 볼 수 있는 몇 안 되는 O형 항성이기도 하다. 항성진화 차원에서 비둘기자리 뮤는 중심핵에서 핵융합 작용을 하는 주계열성에 해당된다. 뮤처럼 질량이 큰 주계열성은 매우 드물다.
뮤의 밝기는 태양의 23,300배이지만 물리적 반지름은 4.5배에 불과하다. 크기에 비해 이토록 밝은 이유는 뮤의 표면 온도(33,700 켈빈)가 매우 뜨겁기 때문이다.
뮤는 매우 빠르게 돌고 있으며 자전 주기는 1.5일에 불과하다(우리 태양은 반지름은 비둘기자리 뮤의 22퍼센트에 불과하나 자전 주기는 25.4일로 훨씬 더 길다). 이렇게 빠른 자전 속도는 비둘기자리 뮤처럼 젊고 푸른 별들의 보편적 특징이다.
고유 운동과 시선 속도 측정치에 근거하여 천문학자들은 이 별과 마차부자리 AE가 서로 반대쪽 방향으로 초속 200킬로미터 속도로 멀어지고 있음을 알아냈다. 이들이 200만 ~ 50만 년 전에 함께 있었던 장소는 사다리꼴 성단 내 하트샤 근처이다. 이러한 도주성 둘이 생겨난 가장 그럴듯한 시나리오로는 쌍성계 둘이 서로 충돌하여 구성원들이 다른 방향으로 튕겨져 나가게 되었다는 가설을 들 수 있다.

## 참고 문헌
- A. Blaauw & W.W. Morgan, 1954, "The Space Motions of AE Aurigae and mu Columbae with Respect to the Orion Nebula", Astrophysical Journal, v.119, p. 625.
- R. Hoogerwerf, J.H.J. de Bruijne, P.T. de Zeeuw, 2000, "The origin of runaway stars", Astrophysical Journal, v.544, issue 2, pp. L133-L136.

## 같이 보기
- (영어) Mu Columbae (비둘기자리 뮤), 짐 케일러 교수의 항성 웹페이지.